# Hymenochirus curtipes
Hymenochirus curtipes es una especie de anfibio anuro de la familia Pipidae.

## Distribución geográfica
Esta especie es endémica de la cuenca del río Congo. Se encuentra:
- en el noroeste de la República Democrática del Congo;
- en el este de la República del Congo.[3]

## Publicación original
- Noble, 1924 : Contributions of the herpetology of the Belgian Congo based on the collection of the American Museum Congo Expedition, 1909-1915. Bulletin of the American Museum of Natural History, vol. 49, p. 147-347[4]